# Xã Harlem, Quận Sargent, Bắc Dakota
Xã Harlem (tiếng Anh: Harlem Township) là một xã thuộc quận Sargent, tiểu bang Bắc Dakota, Hoa Kỳ. Năm 2010, dân số của xã này là 41 người.